# Stružani
Stružani is een plaats in de gemeente Oprisavci in de Kroatische provincie Brod-Posavina. De plaats telt 176 inwoners (2001).